# Coppa Italia 2018-2019 (hockey su ghiaccio)
La Coppa Italia 2018-2018 di hockey su ghiaccio è la 23ª edizione del torneo, per questa stagione nuovamente messo in palio fra le squadre partecipanti all'Italian Hockey League 2018-2019 (la ex Serie B).

## Formula
La disputa della Coppa Italia rimane anche per questa stagione appannaggio delle squadre iscritte nella cadetteria (denominata ora Italian Hockey League) e vede di nuovo coinvolte tutte le squadre. Con la diminuzione del numero delle squadre (da 12 a 10), è cambiata la formula.
Le prime sei classificate al termine del girone di andata del campionato hanno accesso diretto ai quarti di finale, mentre le altre quattro disputeranno il turno di qualificazione. Tutti i turni saranno disputati con gare di andata e ritorno tranne la finale, in gara unica.

## Qualificazione

### Classifica al termine del girone di andata della IHL 2018-2019
| Pos. | Squadra           | Pt | G |
| ---- | ----------------- | -- | - |
| 1.   | Kaltern-Caldaro   | 22 | 9 |
| 2.   | Merano            | 21 | 9 |
| 3.   | Bressanone-Brixen | 17 | 9 |
| 4.   | Pergine           | 16 | 9 |
| 5.   | Alleghe           | 12 | 8 |
| 6.   | Varese            | 12 | 9 |
| 7.   | Eppan-Appiano     | 12 | 9 |
| 8.   | Valdifiemme       | 9  | 9 |
| 9.   | Aurora Frogs      | 6  | 8 |
| 10.  | Como              | 5  | 9 |

L'incontro tra Alleghe ed Ora, rinviato a causa del maltempo, è ininfluente ai fini della classifica. L'Appiano, originariamente terzo in classifica, si è visto comminare due sconfitte a tavolino dal giudice sportivo in favore di Merano e Pergine, scivolando al settimo posto.

## Tabellone

### Turno preliminare
|  | Turno preliminare |               |   |   |    |  |
|  |                   |               |   |   |    |  |
|  | Como              | Como          | 0 | 3 | 3  |  |
|  | Eppan-Appiano     | Eppan-Appiano | 5 | 7 | 12 |  |
|  | Valdifiemme       | Valdifiemme   | 4 | 3 | 7  |  |
|  | Aurora Frogs      | Aurora Frogs  | 2 | 1 | 3  |  |

### Tabellone principale
|  | Quarti di finale  | Quarti di finale  | Quarti di finale | Quarti di finale | Quarti di finale |  |  | Semifinali        | Semifinali        | Semifinali | Semifinali | Semifinali |  |  | Finale          | Finale          | Finale |  |
|  |                   |                   |                  |                  |                  |  |  |                   |                   |            |            |            |  |  |                 |                 |        |  |
|  | Kaltern-Caldaro   | Kaltern-Caldaro   | 5                | 1                | 6                |  |  |                   |                   |            |            |            |  |  |                 |                 |        |  |
|  | Valdifiemme       | Valdifiemme       | 2                | 3                | 5                |  |  | Kaltern-Caldaro   | Kaltern-Caldaro   | 4          | 5          | 9          |  |  |                 |                 |        |  |
|  | Pergine           | Pergine           | 7                | 2                | 9                |  |  | Pergine           | Pergine           | 2          | 1          | 3          |  |  |                 |                 |        |  |
|  | Alleghe           | Alleghe           | 0                | 0                | 0                |  |  |                   |                   |            |            |            |  |  | Kaltern-Caldaro | Kaltern-Caldaro | 5      |  |
|  | Merano            | Merano            | 2                | 7                | 9                |  |  |                   |                   | Merano     | Merano     | 1          |  |  |                 |                 |        |  |
|  | Eppan-Appiano     | Eppan-Appiano     | 3                | 2                | 5                |  |  | Merano            | Merano            | 5          | 2          | 7          |  |  |                 |                 |        |  |
|  | Bressanone-Brixen | Bressanone-Brixen | 4                | 5                | 9                |  |  | Bressanone-Brixen | Bressanone-Brixen | 1          | 0          | 1          |  |  |                 |                 |        |  |
|  | Varese            | Varese            | 3                | 1                | 4                |  |  |                   |                   |            |            |            |  |  |                 |                 |        |  |

## Finale
| Arbitri: | Fabio Lottaroli Simone Mischiatti |

| |            |                                     |
| Tedesco (Colombo) 16:21 Sullmann Pilser (Tedesco, Wieser) 30:18 Wieser (M. Felderer) 52:31 Steiner 58:29 Sölva 58:34 | Marcatori  | 40:38 Lo Presti (Duris, L. Ansoldi) |
| Stanley Burton Moore                                                                                                 | Allenatori | Massimo Ansoldi                     |

- Vincitrice Coppa Italia:  Il Caldaro si aggiudica il suo primo trofeo.